# Lessingia tenuis
Lessingia tenuis là một loài thực vật có hoa trong họ Cúc. Loài này được (A.Gray) Coville mô tả khoa học đầu tiên năm 1893.